# Apple A9

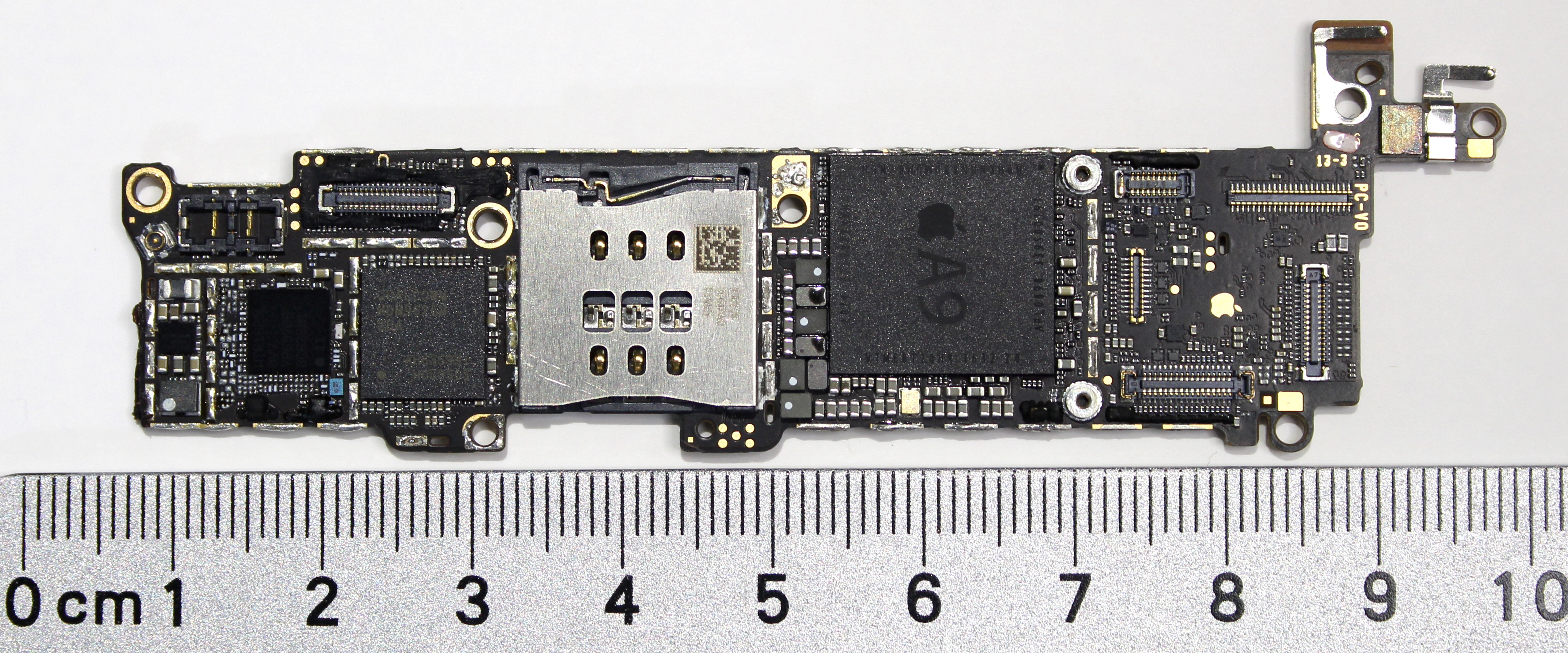
在iPhone SE上的Apple A9 SoC (APL1022)主機板

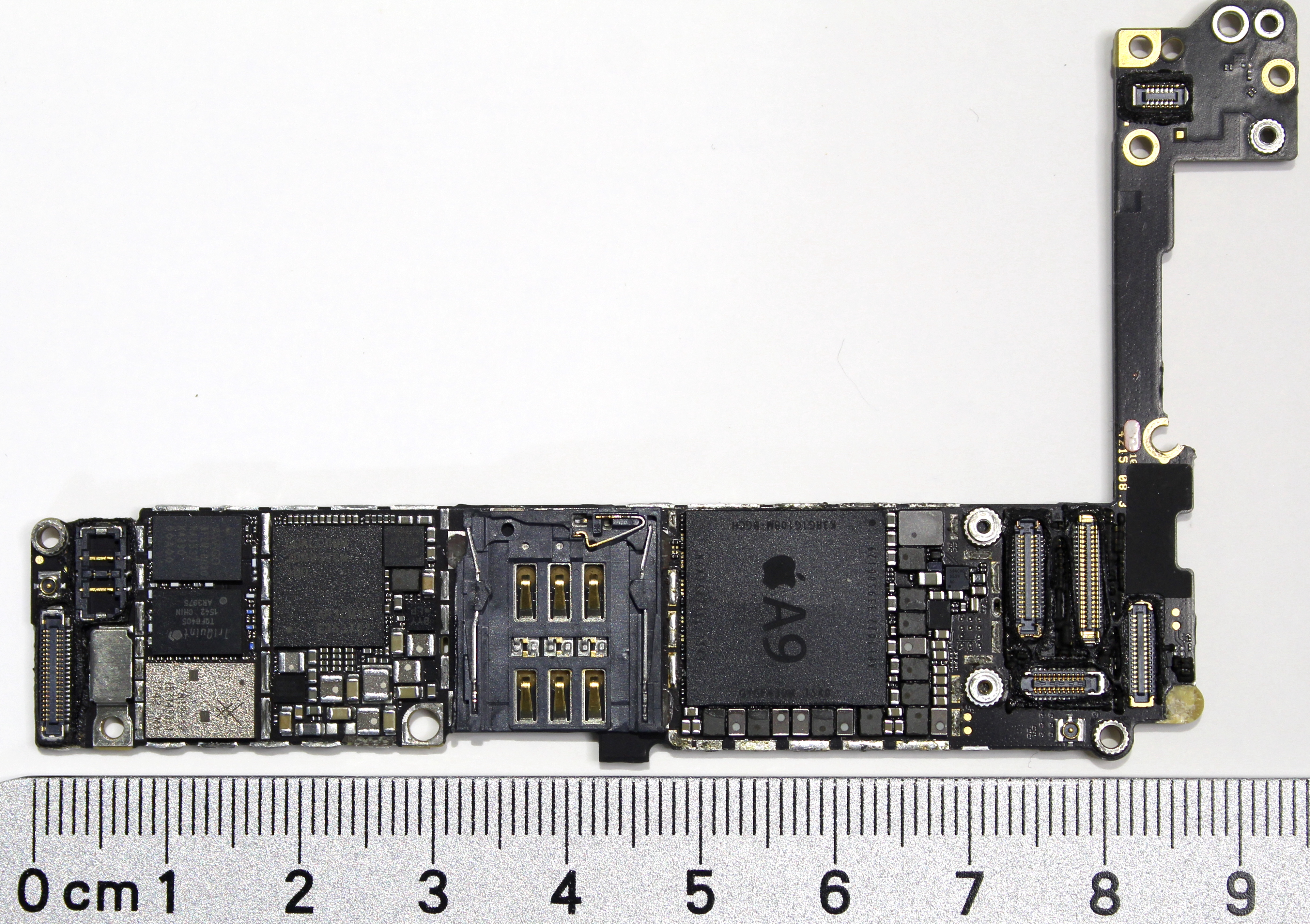
在iPhone 6s上的Apple A9 SoC (APL0898) 主機板

苹果A9是一款由苹果公司设计的系统芯片（SoC）。它内含了基于苹果自主微架构（区别于ARM发布的公版微架构）的中央处理器核心，擁有64位元ARMv8-A指令集架构。这款芯片于2015年9月9日发布，首先被搭载于iPhone 6S和iPhone 6S Plus智能手机中。苹果公司宣称该芯片较前一代苹果A8的中央处理器性能提高了70%，而图形性能提高了90%。

## 设计
A9芯片是一款双核64位元处理器，系统主频为1.8GHz，相容ARMv8A指令集架构，苹果给这个自主研发的微架构的代号命名为“Twister”。iPhone 6S搭载的A9芯片内有2 GB的LPDDR4記憶體。高速暫存方面，A9芯片的两个处理器核心各自拥有64 KB的一级指令暫存和64 KB的一级資料暫存，而3 MB二级暫存、4 MB的三级暫存则由两个核心以及系统芯片其他部分分享。A9芯片的“Twister”微架构类似第二代“Cyclone”微架构（用于A8芯片）。它具有以下特性：16级指令流水线，指令发射宽度为6，載入指令延迟周期为4，分支预测失败代价周期为9，拥有4条整数流水线、4个算术逻辑单元、2个存取单元、2个分支单元等。A9芯片相较A8芯片效能的大幅提升主要是得益于其1.8 GHz的主频率、更好的儲存子系统、更细致入微的微架构调校和更低的工艺节点。
该芯片还包含了一个新的图像处理器，能为照相机提供更佳的降低雜訊、對焦效能。A9芯片内部还直接整合成一个M9运动協同處理器，这个协处理器主要负责采集和处理加速度感知器、陀螺仪、指南针、压力感知器等的資料，同时还负责识别Siri语音命令。

## 晶圆代工
苹果公司是一家无厂半导体公司，只负责芯片设计，芯片制造需要晶圆代工厂家来完成。苹果公司采取了使用双供应商的策略，同样的芯片设计分别由三星电子和台积电完成晶圆代工。三星生产的芯片代号为APL0898，使用14纳米FinFET工艺制造，面积为96平方毫米；而台积电生产的芯片代号为APL1022，使用了16纳米FinFET工艺制造，面积为104.5平方毫米。虽然略有区别，但是苹果宣称性能并无显著区别。
2015年10月，互联网上有报道称，根据测试程序的结果，搭载三星代工芯片的iPhone续航能力较搭载台积电代工芯片的iPhone更低，这一报道引起了热议。苹果公司认为，特定的实验室测试让设备长时间高负荷运行，其结果并不能表现真实的续航能力，因为这些程序让中央处理器长期处于高性能状态。他们还表示，内部的测试和消费者提供的数据表示不同的芯片造成的续航差异仅在2%到3%之间。
除了拆解裝置以外，使用者可藉由部分App確認裝置搭載的SoC之代工方。App Store一款名為CPU Identifier的iOS App可以令用家查看手上的iPhone6s(Plus)搭載的SoC是三星代工版本還是台積電代工之版本，然而這個功能已於該app的最新版本中被移除。不過，另一款Apple應用商店上的電池監控app BMSSM則仍可顯示SoC代號，可根據代號辨識SoC的代工廠商。

## 各界反應
尽管有两种代工版本，芯片的外观并没有太大区别，僅僅在製程上不同。芯片的外层封装拥有相同的尺寸，而内部的芯片则根据其代工来源的不同而不同，面積略有差異。官方宣布正常使用下兩種版本並不會有差別，但導致的晶片門事件依舊給蘋果帶來了壓力——雖然兩種版本的跑分差異在誤差範圍內，但續航力的差異確讓使用者很在意。

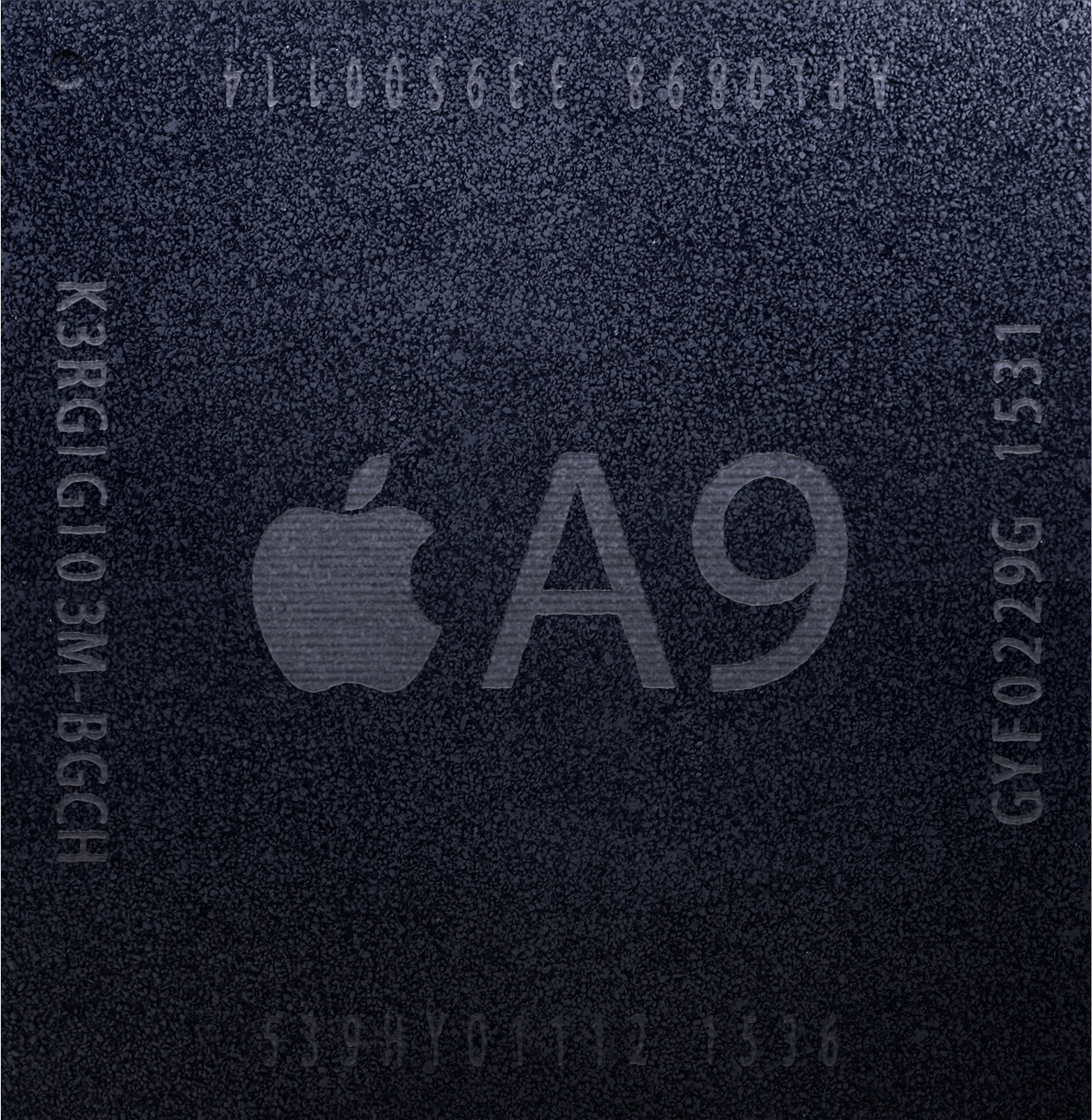
APL0898，三星代工的芯片
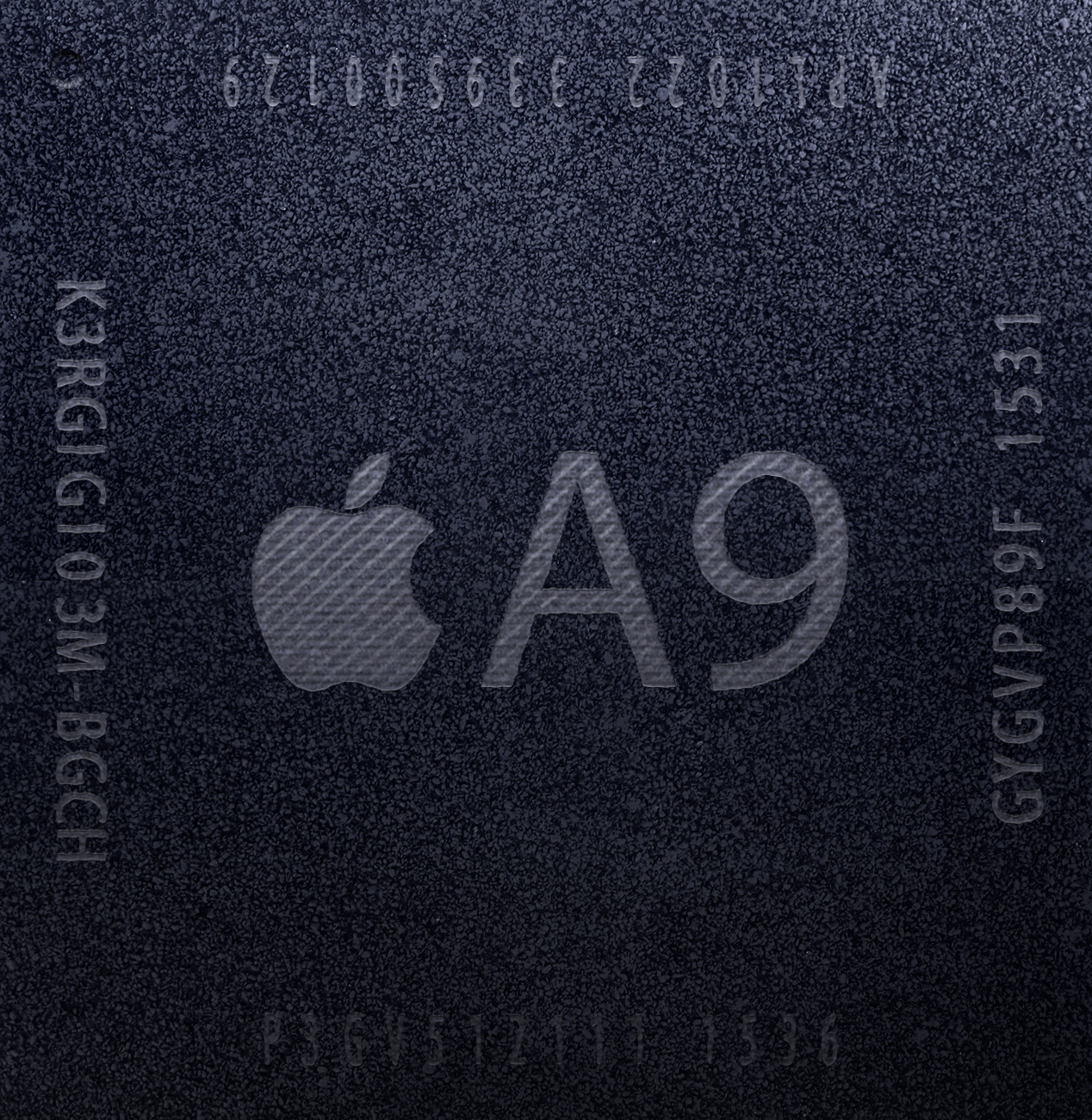
APL1022，台积电代工的芯片

## 產品使用
- iPhone 6s
- iPhone 6s Plus
- iPhone SE
- iPad 2017